# Nicolas Vaujour
Nicolas Vaujour, né le 30 avril 1968, est un officier de marine français.
Amiral, il est chef d'état-major de la Marine nationale depuis le 1er septembre 2023, après avoir été sous-chef chargé des opérations à l'état-major des armées du 10 septembre 2021 au 31 août 2023.

## Biographie

### Formation
Nicolas Vaujour est admis à l'École navale en 1989.

### Carrière militaire
Nicolas Vaujour est promu enseigne de vaisseau de 1re classe en août 1992 à l'issue de la campagne d'application de la Jeanne d'Arc. Il rallie alors l'équipage d'armement de la frégate de surveillance Ventôse à Saint-Nazaire. Il participe notamment à la mission Corymbe dans le golfe de Guinée et aux missions Ventis d'embargo naval contre Haiti décidé par les Nations unies. En 1994, il est affecté à bord de la frégate anti-sous-marine De Grasse. Il prend en 1996 le commandement du bâtiment-école Lion et est promu lieutenant de vaisseau.
Entre 1998 et 2001, il sert successivement à bord des frégates antiaériennes Jean Bart et Cassard, participant notamment aux opérations Trident et Héraclès. Il est promu capitaine de corvette en 2001.
En 2002, il est affecté à la division « entraînement » de l'état-major de la force d'action navale (ALFAN) comme responsable de la section « lutte au-dessus de la surface ». À l'issue de cette affectation à Toulon, Nicolas Vaujour prend en 2004 le commandement de l'aviso Commandant Birot et est promu capitaine de frégate en 2005.
À la suite de ce deuxième commandement, Nicolas Vaujour est admis au Collège interarmées de Défense en 2006. Cette formation lui ouvre les portes de l'État-major des armées comme adjoint mer au chef de cabinet du chef d'état-major des armées, le général Georgelin. Il quitte ses fonctions à l'été 2009 pour devenir commandant en second de la frégate de défense aérienne Forbin, avant d'être promu capitaine de vaisseau. En 2011, il devient adjoint pour les domaines transverses de l'amiral commandant la force d'action navale, puis prend en 2012 le commandement de la frégate de défense aérienne Chevalier Paul. Entre 2014 et 2015, il est auditeur de la 67e session nationale de l'Institut des hautes études de défense nationale (IHEDN).
De 2015 à 2017, il occupe successivement les fonctions d'officier de cohérence opérationnelle « engagement combat » à l'état-major des armées puis adjoint au commandant de la force aéromaritime de réaction rapide (FRMARFOR), composante française de la force de réaction de l'OTAN (NATO Response Force, NRF).
Le 1er avril 2018, il est promu contre-amiral et est nommé sous-chef d'état-major « opérations aéronavales » de l'état-major de la marine. Il assure à ce titre la fonction d'autorité de coordination de la fonction garde-côtes. En septembre 2020, il est promu vice-amiral et nommé autorité de coordination « relations internationales » de l'état-major de la marine.
Nicolas Vaujour devient sous-chef chargé des opérations à l'état-major des armées le 10 septembre 2021,. Il est notamment responsable de la planification et de la conduite de l'opération d'évacuation de ressortissants Sagittaire en avril 2023 au Soudan.

### Chef d'état-major de la Marine
Il est nommé chef d'état-major de la Marine et élevé aux rang et appellation d'amiral lors du conseil des ministres du 21 juillet 2023, à compter du 1er septembre suivant,. Son prédécesseur, l'amiral Pierre Vandier, lui transmet la marque de l'amirauté lors d'une cérémonie à bord du porte-hélicoptères amphibie Dixmude le 31 août.

## Grades dans la marine
- 1er août 1992 : enseigne de vaisseau de 1re classe[21].
- 1er août 1996 : lieutenant de vaisseau[4].
- 1er septembre 2001 : capitaine de corvette[6].
- 1er septembre 2005 : capitaine de frégate[8].
- 1er décembre 2009 : capitaine de vaisseau[9].
- 1er mai 2018 : contre-amiral[12].
- 1er septembre 2020 : vice-amiral[13].
- 10 septembre 2021 : vice-amiral d'escadre[14].
- 1er septembre 2023 : amiral[18].

## Décorations
|  |  |  |
|  |  |  |
|  |  |  |
|  |  |  |
|  |  |  |

### France
- Commandeur de la Légion d'honneur en 2024[22]  (officier en 2019[23], chevalier en 2010[24]).
- Commandeur de l'ordre national du Mérite en 2022[25] (officier en 2016[26], chevalier en 2005[27]).
- Croix de la Valeur militaire
- Chevalier de l'ordre du Mérite maritime
- Croix du combattant
- Médaille d'Outre-Mer
- Médaille de la Défense nationale, échelon or
- Médaille de reconnaissance de la Nation
- Médaille commémorative française

### Étranger
- Grand-Officier de l'ordre pro Merito Melitensi